# Esiliiga B 2022
L'Esiliiga B 2022 è stata la 10ª edizione della terza divisione del campionato di calcio estone. Il campionato si è disputato tra il 3 marzo e il 13 novembre 2022 ed è stato vinto dal FC Tallinn per la prima volta nella sua storia.

## Stagione

### Novità
Dall'Esiliiga 2021 sono retrocessi il Tammeka Tartu Under-21 e il Welco Tartu, mentre dalla II Liiga sono stati promossi il Kalev Tartu e il Raplamaa. Queste squadre sostituiscono Viimsi, Harju Laagri e  promossi in Esiliiga, e il Vaprus Vändra retrocesso in II Liiga. Un ulteriore cambiamento è stata la riammissione del Kalju Nõmme Under-21, inizialmente retrocesso, al posto dell'Alliance Ida-Virumaa, a sua volta ripescato in Esiliiga.

### Formula
Le 10 squadre partecipanti si affrontano in un doppio girone di andata e ritorno, per un totale di 36 giornate. Le prime due squadre in classifica vengono promosse in Esiliiga, mentre la terza disputa uno spareggio contro la penultima dell'Esiliiga. Sono escluse dalla possibilità di promozione le formazioni Under-21 che hanno la prima squadra nella serie superiore. Le ultime due classificate retrocedono direttamente in II Liiga, mentre l'ottava classificata disputa uno spareggio contro la vincente dei play-off di II Liiga.

### Avvenimenti
Il FC Tallinn ha vinto il campionato all'ultima giornata, battendo per 2-1 il Tabasalu nello scontro diretto per il primo posto. Entrambe le squadre avevano già conquistato la promozione con un turno di anticipo.

## Squadre partecipanti
| Club              | Città    | Stadio                         | Posizione 2021                            |
| ----------------- | -------- | ------------------------------ | ----------------------------------------- |
| FC Tallinn        | Tallinn  | Lasnamäe Spordikompleksi       | 4º posto in Esiliiga B                    |
| Kalev Tallinn U21 | Tallinn  | Kalevi Keskstaadion            | 5º posto in Esiliiga B                    |
| Kalev Tartu       | Tartu    | Ülenurme Staadion              | 1º posto nel girone Nord/Est di II Liiga  |
| Kalju Nõmme U21   | Tallinn  | Hiiu Staadion                  | 9º posto in Esiliiga B, riammesso         |
| Läänemaa          | Haapsalu | Haapsalu Linnastaadion         | 8º posto in Esiliiga B                    |
| Raplamaa          | Rapla    | Rapla Ühisgümnaasiumi Staadion | 3º posto nel girone Sud/Ovest di II Liiga |
| Tabasalu          | Tabasalu | Tabasalu Arena                 | 6º posto in Esiliiga B                    |
| Tammeka Tartu U21 | Tartu    | Sepa Staadion                  | 9º posto in Esiliiga                      |
| TJK Legion U21    | Tallinn  | Wismari Staadion               | 7º posto in Esiliiga B                    |
| Welco Tartu       | Tartu    | Tamme Staadion                 | 10º posto in Esiliiga                     |

## Classifica finale
|  | Pos. | Squadra           | Pt | G  | V  | N  | P  | GF  | GS  | DR  |
|  | ---- | ----------------- | -- | -- | -- | -- | -- | --- | --- | --- |
|  | 1.   | FC Tallinn        | 81 | 36 | 24 | 9  | 3  | 117 | 38  | +79 |
|  | 2.   | Tabasalu          | 79 | 36 | 25 | 4  | 7  | 120 | 50  | +70 |
|  | 3.   | Kalev Tallinn U21 | 68 | 36 | 20 | 8  | 8  | 88  | 48  | +40 |
|  | 4.   | Welco Tartu       | 61 | 36 | 17 | 10 | 9  | 68  | 47  | +21 |
|  | 5.   | Tammeka Tartu U21 | 56 | 36 | 16 | 8  | 12 | 70  | 59  | +11 |
|  | 6.   | TJK Legion U21    | 42 | 36 | 13 | 3  | 20 | 60  | 86  | -26 |
|  | 7.   | Kalev Tartu       | 40 | 36 | 11 | 7  | 18 | 55  | 81  | -26 |
|  | 8.   | Läänemaa          | 37 | 36 | 10 | 7  | 19 | 49  | 84  | -35 |
|  | 9.   | Kalju Nõmme U21   | 36 | 36 | 11 | 3  | 22 | 54  | 100 | -46 |
|  | 10.  | Raplamaa          | 9  | 36 | 2  | 3  | 31 | 33  | 121 | -88 |

Legenda:

      Promossa in Esiliiga 2023

 Ammessa agli spareggi promozione o retrocessione

      Retrocessa in II Liiga 2023

(*) squadra ineleggibile per la promozione.
Note:

Tre punti a vittoria, uno a pareggio, zero a sconfitta.
La classifica viene stilata secondo i seguenti criteri:
- Punti conquistati
- play-off (solo per decidere la squadra campione)
- Meno partite perse a tavolino
- Partite vinte
- Punti conquistati negli scontri diretti
- Differenza reti negli scontri diretti
- Differenza reti generale
- Reti totali realizzate
- Fair-play ranking

## Spareggi

### Play-off
|                      | Risultati |                      | Luogo e data                   |
| -------------------- | --------- | -------------------- | ------------------------------ |
| Alliance Ida-Virumaa | 3 - 3     | Kalev Tallinn U21    | Kohtla-Järve, 16 novembre 2022 |
| Kalev Tallinn U21    | 0 - 1     | Alliance Ida-Virumaa | Tallinn, 20 novembre 2022      |
|                      |           |                      |                                |

### Play-out
|                   | Risultati |                   | Luogo e data              |
| ----------------- | --------- | ----------------- | ------------------------- |
| Flora Tallinn U19 | 0 - 3     | TJK Legion U21    | Tallinn, 16 novembre 2022 |
| TJK Legion U21    | 2 - 1     | Flora Tallinn U19 | Tallinn, 20 novembre 2022 |
|                   |           |                   |                           |